# John Egbunu
John Egbunu (ur. 31 października 1994 w Bauczi) – nigeryjski koszykarz, występujący na pozycji środkowego.
14 października został zwolniony przez Brooklyn Nets.

## Osiągnięcia
Stan na 15 października 2019, na podstawie, o ile nie zaznaczono inaczej.
NCAA
- Uczestnik rozgrywek Elite Eight turnieju NCAA (2017)
- Zaliczony do I składu najlepszych pierwszorocznych zawodników AAC (2014)